# ウィリアム・プロクター (実業家)
ウィリアム・プロクター（英: William Procter、1801年12月7日 - 1884年4月4日）は、イギリス生まれのアメリカの実業家、ろうそく製造業者であり、 1837年にジェームス・ギャンブルと共にプロクター・アンド・ギャンブル(P&G)を創業した人物である。

## 若年期
ウィリアム・プロクターは、イングランド、ヘレフォードシャーに生まれ、ラックストン・スクールで教育を受けた。1818年に事業を開始、1820年代後半にはロンドンの衣料品業界で働くようになった。1827年に知り合ったウィリアム・フーパーにアメリカ移住を勧められたことを契機に、1830年に渡米、ニューヨークでろうそくの製造を開始した。
その後、ニューヨークを離れ、西へ移住することを決心するも、同行していた最初の妻マーサ・ピート・プロクターが、道中のオハイオ州、シンシナティで亡くなった。

## プロクター・アンド・ギャンブル
元々は短期滞在の予定であったが、そのまま定住することに決め、残りの人生をシンシナティで過ごした。1833年にオリビア・ノリスと再婚、1837年に義父のアレクサンダー・ノリスの提案により、義兄弟のジェームズ・ギャンブルと共同でお互いの名を冠する会社「プロクター・アンド・ギャンブル」を設立、アイボリーソープの成功により、会社は大きく成長した。プロクターは死後、シンシナティのスプリング・グローブ霊園に埋葬された。
その後、プロクター・アンド・ギャンブルは、息子のウィリアム・アレクサンダー・プロクター、次いで孫のウィリアム・クーパー・プロクターが代表を務めた。